# Капличка (Шевченко)
Капличка — малюнок Шевченка з альбому 1845 року (аркуш 12). Сепія.
В літературі зустрічається під назвами: «Полуразрушенная каплица. 1844», «Неоконченный рисунок церкви» .